# إناء الوركاء

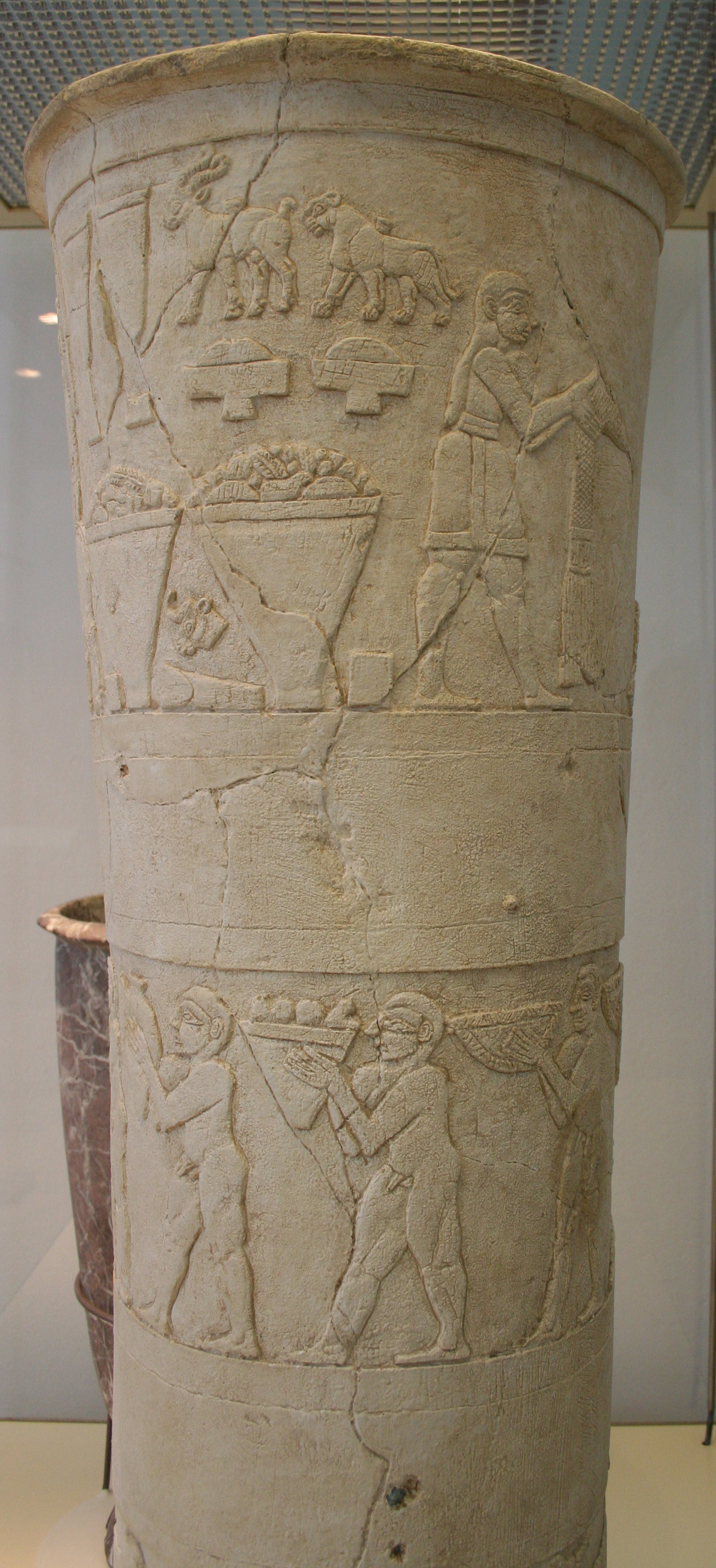
نسخة من إناء الوركاء في متحف بيرغامون في المانيا

إناء الوركاء هي تحفة فنية أثرية يبلغ عمرها أكثر من 5000 عام وهي عبارة عن زهرية محفورة من حجر المرمر عثر عليها في مجمع للمعابد تعود إلى الآلهة السومرية إنيانا في أثار مدينة أور الأثرية الواقعة في محافظة المثنى جنوب العراق، وتعتبر من أقدم الأعمال الأثرية الفنية التي عثر عليها، إذ قدر تاريخها إلى الفترة الزمنية بين 3200-3000 قبل الميلاد.

## أكتشاف الزهرية
الإناء أو الزهرية أكتشف ضمن مجموعة حطام من المرمر من قبل علماء ألمان مختصين بآثار الحضارة الآشورية خلال حملة التنقيب السادسة في مدينة أور الأثرية في عام 1933/ 1934م، حيث كانت الملاحظات التي كتبت عنها تبين أنه إناء كبير من المرمر طوله 94 سم تقريبا مع نقوش ملساء، وقد سميت نسبة إلى مدينة الوركاء الأثرية.

## الوصف
تحتوي الزهرية على أربعة طبقات من النقوش التصويرية، ويصف النقش في الطبقة الرابعة نمو النباتات في دلتا نهري دجلة والفرات مثل نبات القصب الطبيعي وزراعة الحبوب، وفوقها يصف استخدام الحيوانات في الزراعة مثل الثور والأغنام كلمحة من الحياة الريفية البسيطة، وفي الطبقة الثأنية يصف النقش المصور مجموعة رجال شبه عراة يحملون الأوعية والجرار لقديمها كقربان للآلهة حيث تحتوي الأوعيى على الفاكهة والحبوب، وفي الطبقة العليا صورة لوحة تمثل الآلهة إنيانا التي تعتبر من الآلهة الرئيسية، والتي عرفت فيما بعد بالالهة عشتار عند الأكاديين وبقربها حزمتين من القصب وخلفها وعاء من الفاكهة والحبوب.

## سرقة الزهرية وأعادتها

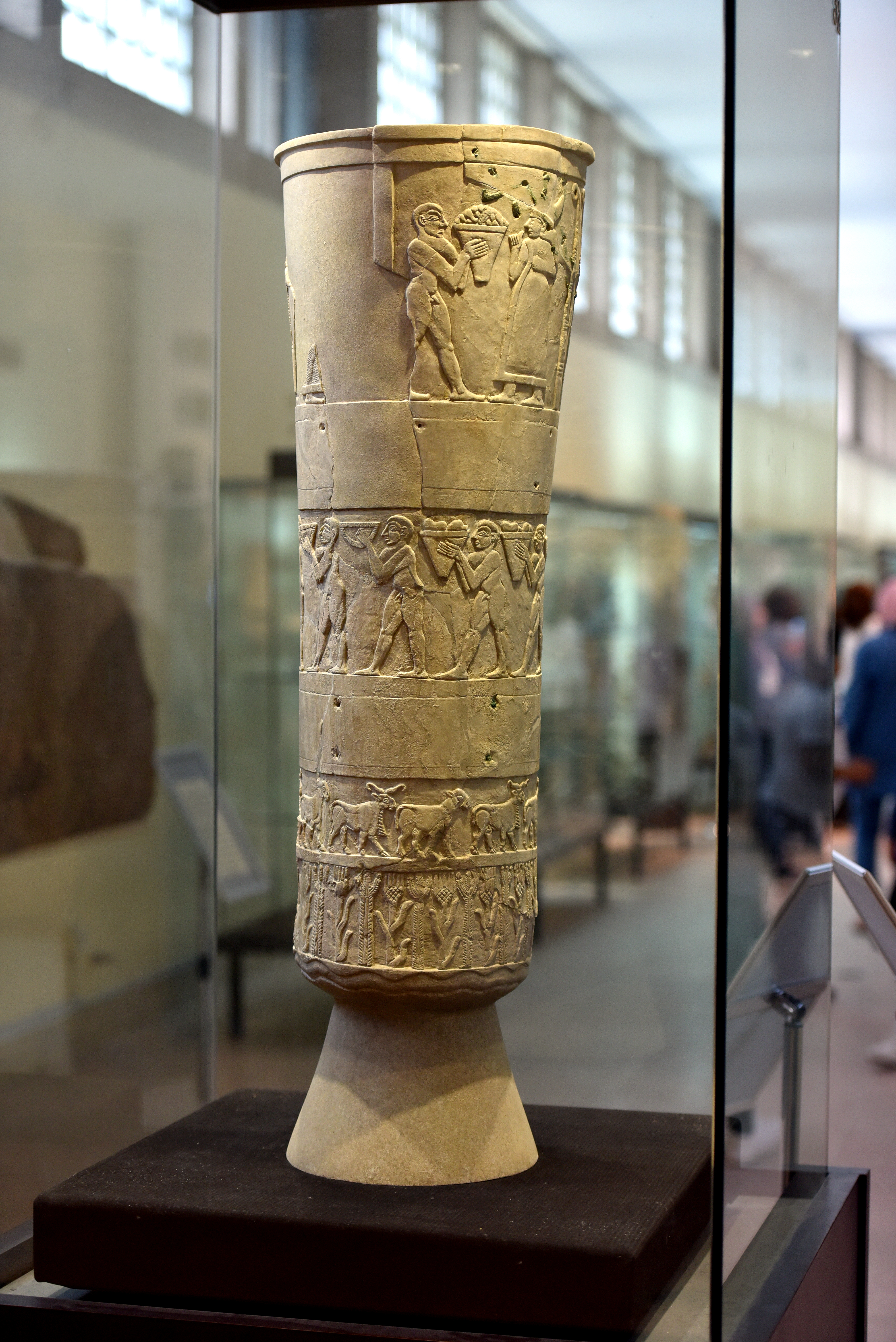
الإناء النذري

إن زهرية الوركاء كانت واحدة من آلاف القطع الأثرية التي سرقت من المتحف العراقي أثناء عمليات النهب والسرقة التي حصلت عقب غزو العراق في عام 2003 حيث سحبت بقوة من حافظة العرض التي كانت متصلة بها أسفلها مما أدى إلى تحطم الزهرية.
وأعيدت الزهرية إلى المتحف العراقي في العام نفسه أثناء فترة العفو عن السارقين من قبل الحكومة العراقية، حيث أرجعت إلى المتحف من قبل ثلاث شبان يبلغون العشرين من العمر، حسب ما ورد في صحيفة التايمز.

## معرض صور

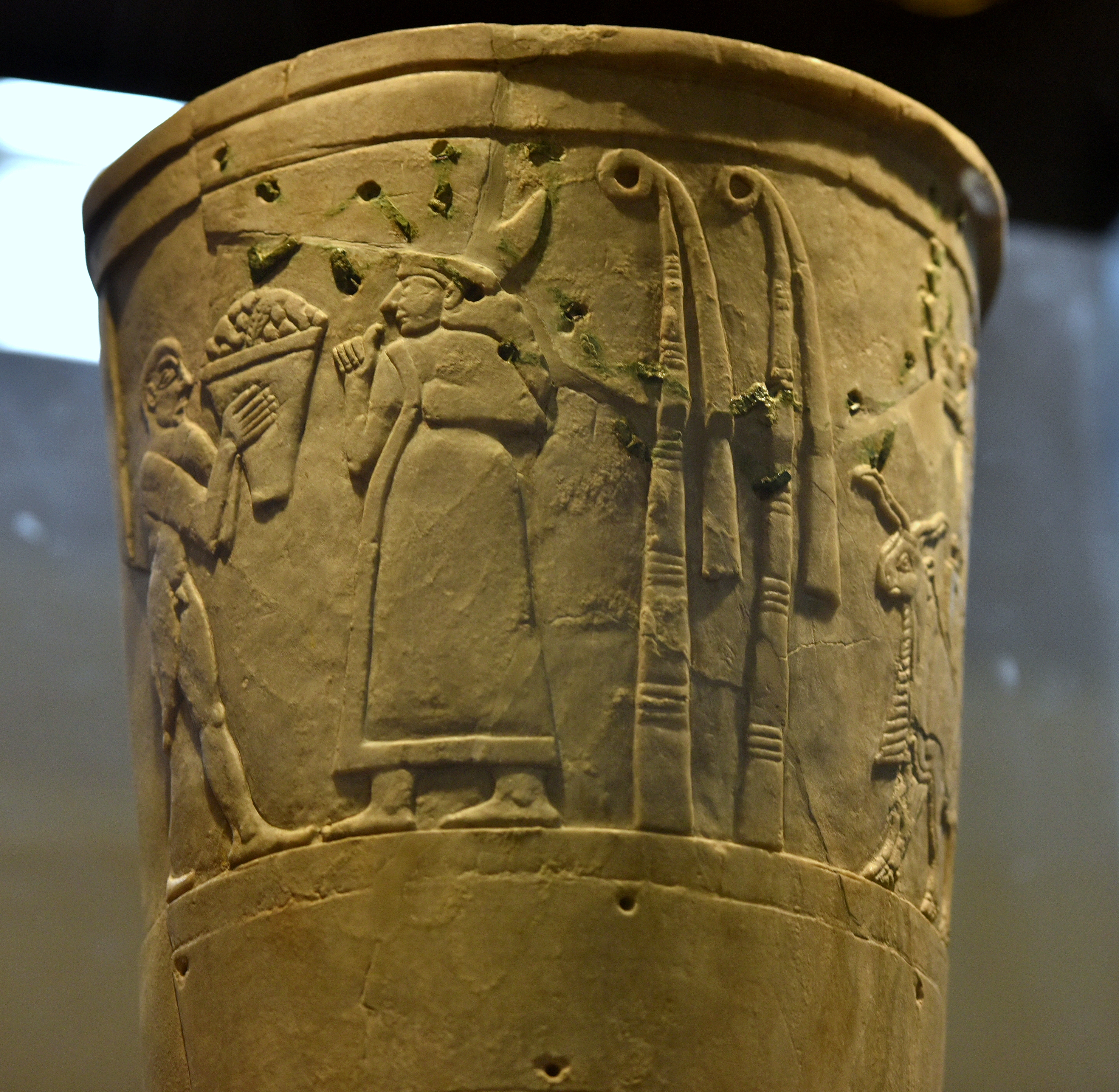
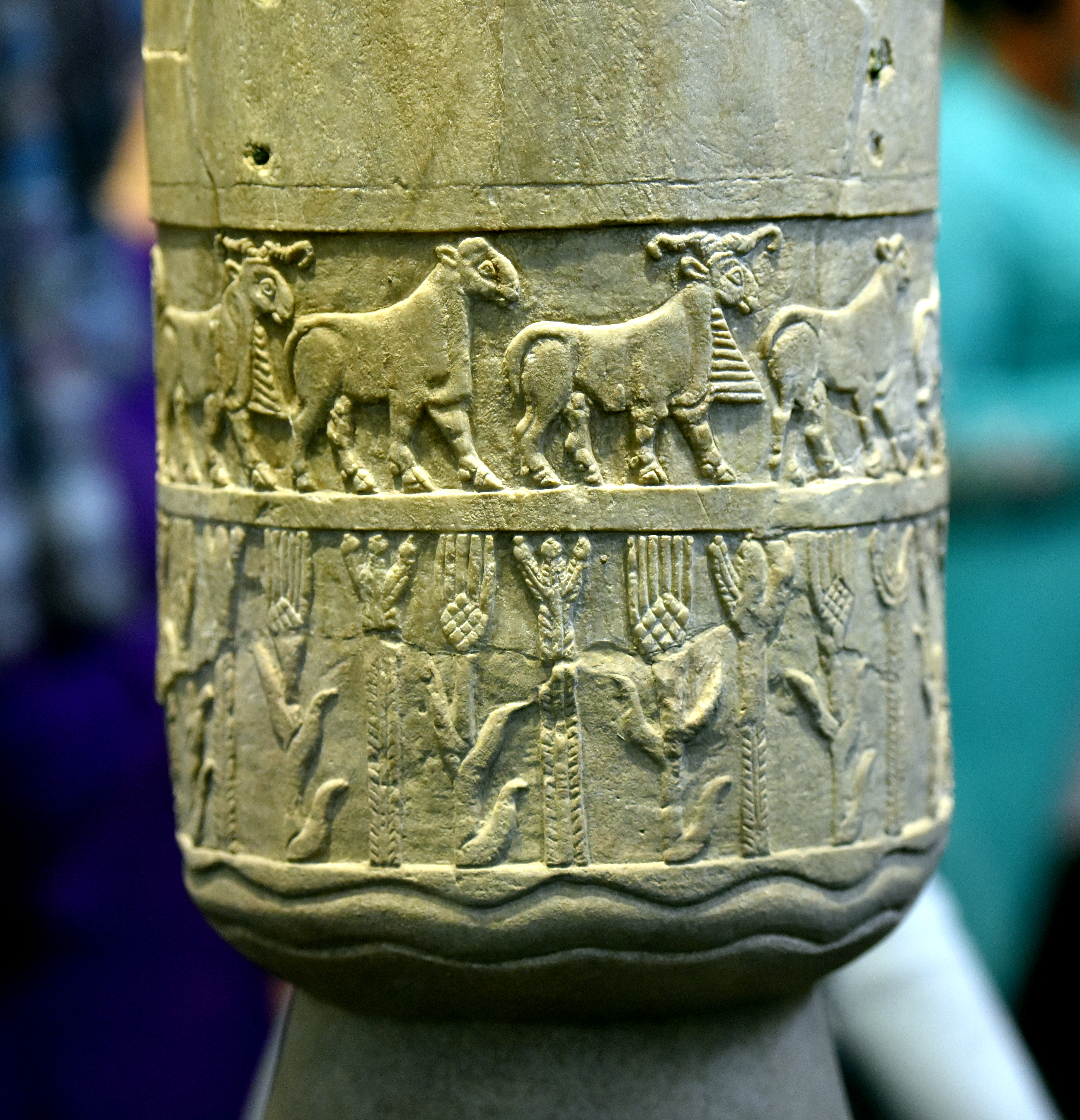
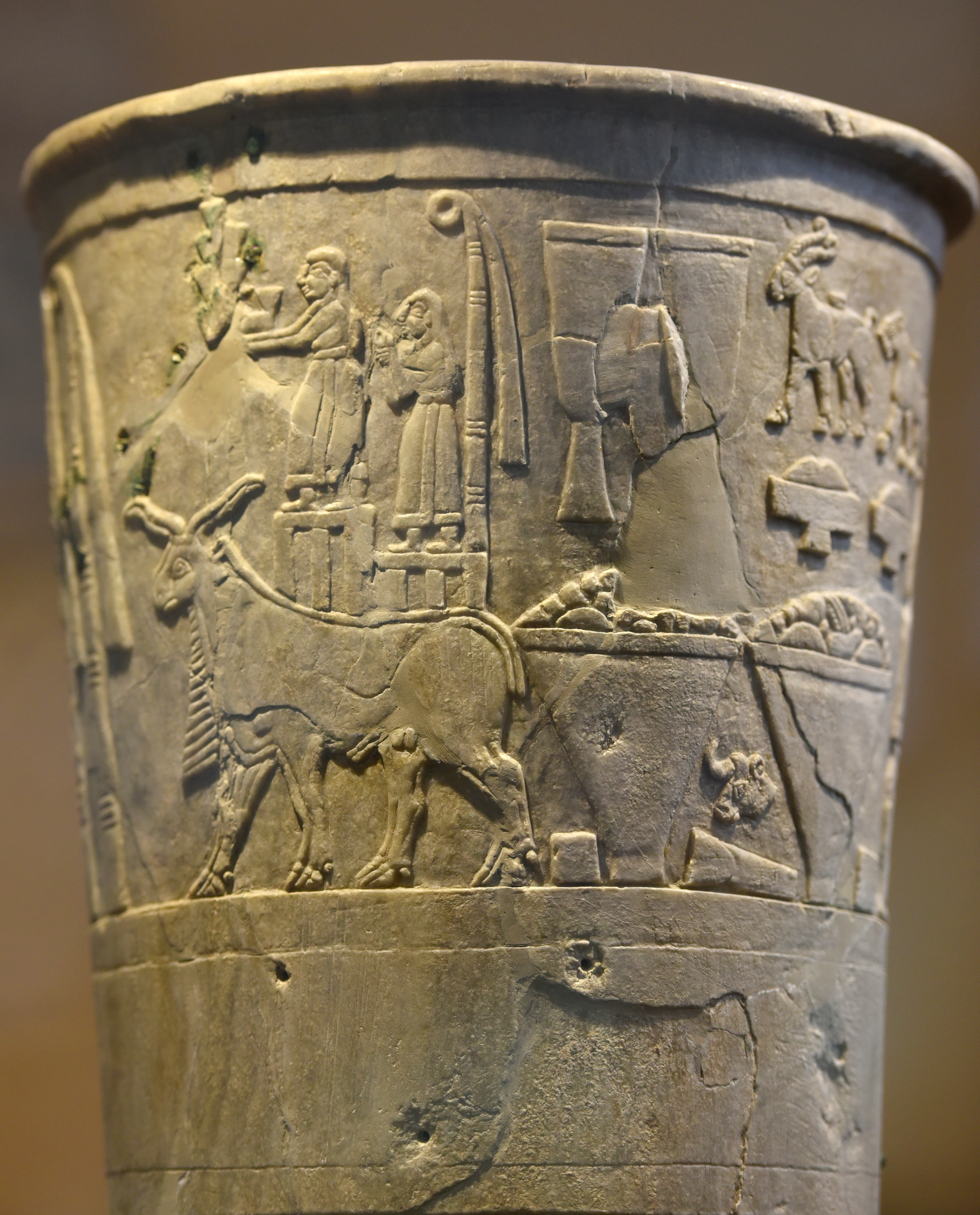
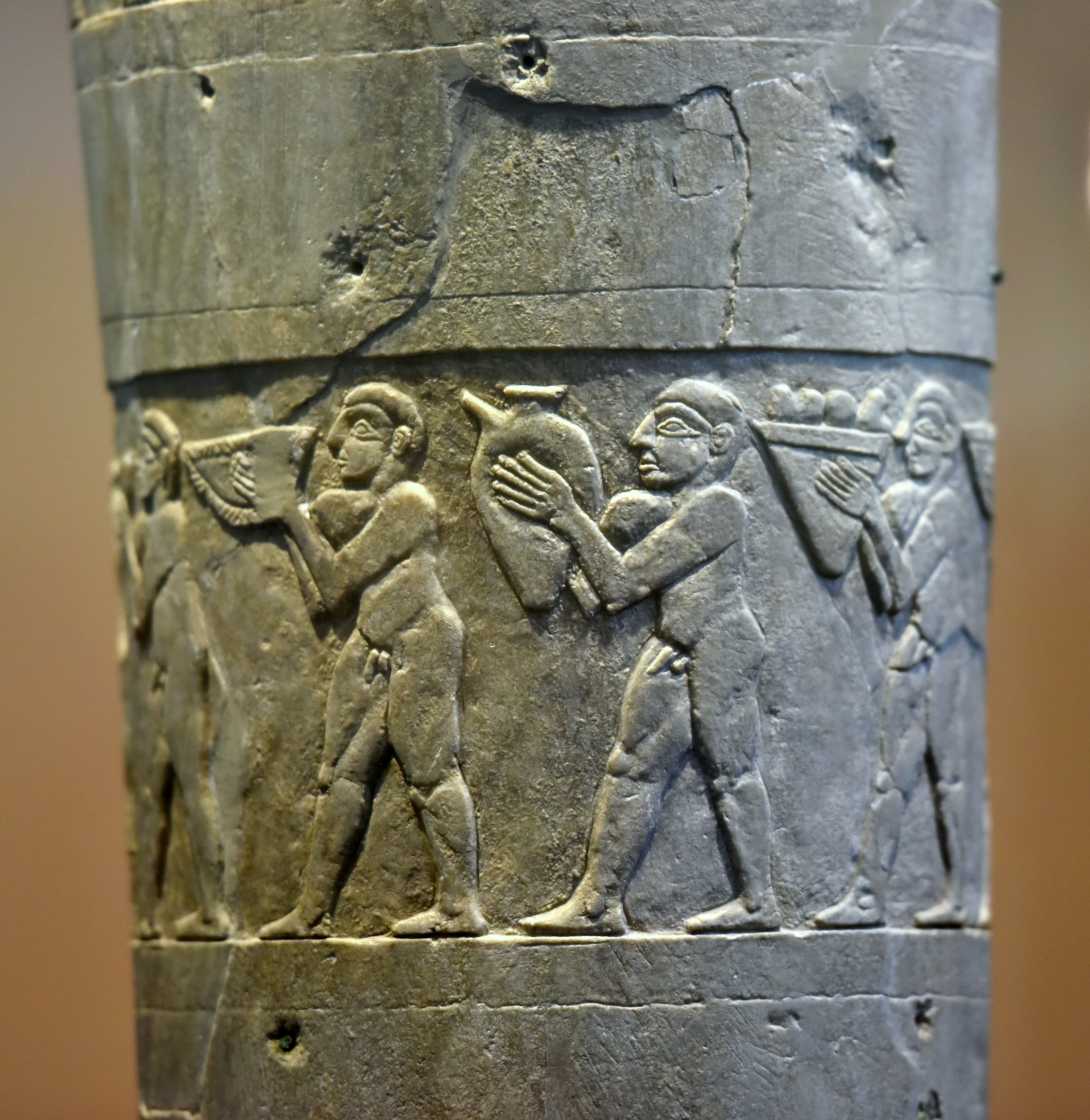